# Francesco di Pesello
Giorgio Vasari en les seues Vides dels més excel·lents pintors, escultors i arquitectes... conta que Pesello fou un pintor italià de Florència que va estar actiu a partir de 1390 i que va morir després de 1457. Dona com a nom complet de l'artista el de Francesco di Pesello. Tot indica que Vasari va combinar erròniament elements de les vides de Giuliano Pesello (1367-1446) i del seu gendre Stefano di Francesco (mort l'any 1427) en aquesta biografia.